# 図師嘉彦
図師 嘉彦（ずし よしひこ、1904年 - 1981年）は、日本の建築家。日本建築学会・日本演劇学会共同委員会「劇場小委員会」に属し、劇場建築への造詣が深かった人物。東京出身。

## 人物・来歴
鉄道官僚図師民嘉の次男として東京に生まれ、1929年に早稲田大学理工学部建築学科卒業後、大蔵省営繕課勤務を経てドイツに留学。
1934年（昭和9年）帰国、直後に日本共産党に資金提供したとして治安維持法違反で逮捕。釈放後、1935年（昭和10年）に独立。1937年（昭和11年）、自らの建築設計事務所･株式会社図師設計事務所を設立。市浦健・土浦亀城らと新興建築家聯盟を結成。このころ日本共産党の地下印刷所などを設計。
1946年（昭和21年）、今泉善一、梅田穣、海老原一郎ら旧創宇社系メンバーで日本民主建築会結成。同年に全日本建築民主協議会を結成するが、翌年、再結成する形で新日本建築家集団（通称NAU）に移行。
1947年（昭和22年）から1948年（昭和23年）にかけて、浜口隆一らと「近代建築論争」（「浜口・図師論争」「『ヒューマニズムの建築』論争」とも）を展開する。
1977年（昭和52年）、山並義也を迎え、株式会社図師設計事務所を解散し新たに、図師嘉彦＋山並義也で図師建築研究室を設立（のち1989年、株式会社山並建築研究所と社名変更し、現在に至る）。1982年（昭和57年）、株式会社図師建築研究室として法人組織としている。

## 親族
鉄道官僚の図師民嘉は父。母の佐用は江戸幕府奥医師林洞海の娘。

## 作品
- 日魯漁業ニチロビルディング1号館 - 1929年（現存せず）
- 日魯漁業ニチロビルディング2号館 - 1934年
- 日魯漁業函館支店3号館（旧社員倶楽部及び事務所）- 施工：木田組函館支店、竣工：昭和13年（1938年）、構造：鉄筋コンクリート造り5階建て（4階 - 5階旧ホール部分は鉄骨構造）所在地：函館市大手町5-10
- 戸越保育所 - 1939年、東京都品川区
- 日本基督教団函館教会（旧日本メゾシスト函館教会ハリス監督記念会堂）- 施工：木田組函館支店、所在地：函館市大手町、函館市景観形成指定建築物
- ｢Project : Interpentrated Theater｣(Prague Quadriennale - 1975年6月、共同設計者：図師嘉彦、清水裕之、草野寛、田中誠、土屋隆、杉本忠雄
- 前進座演劇映画研究所及び共同住宅 - 1937年、東京都武蔵野市

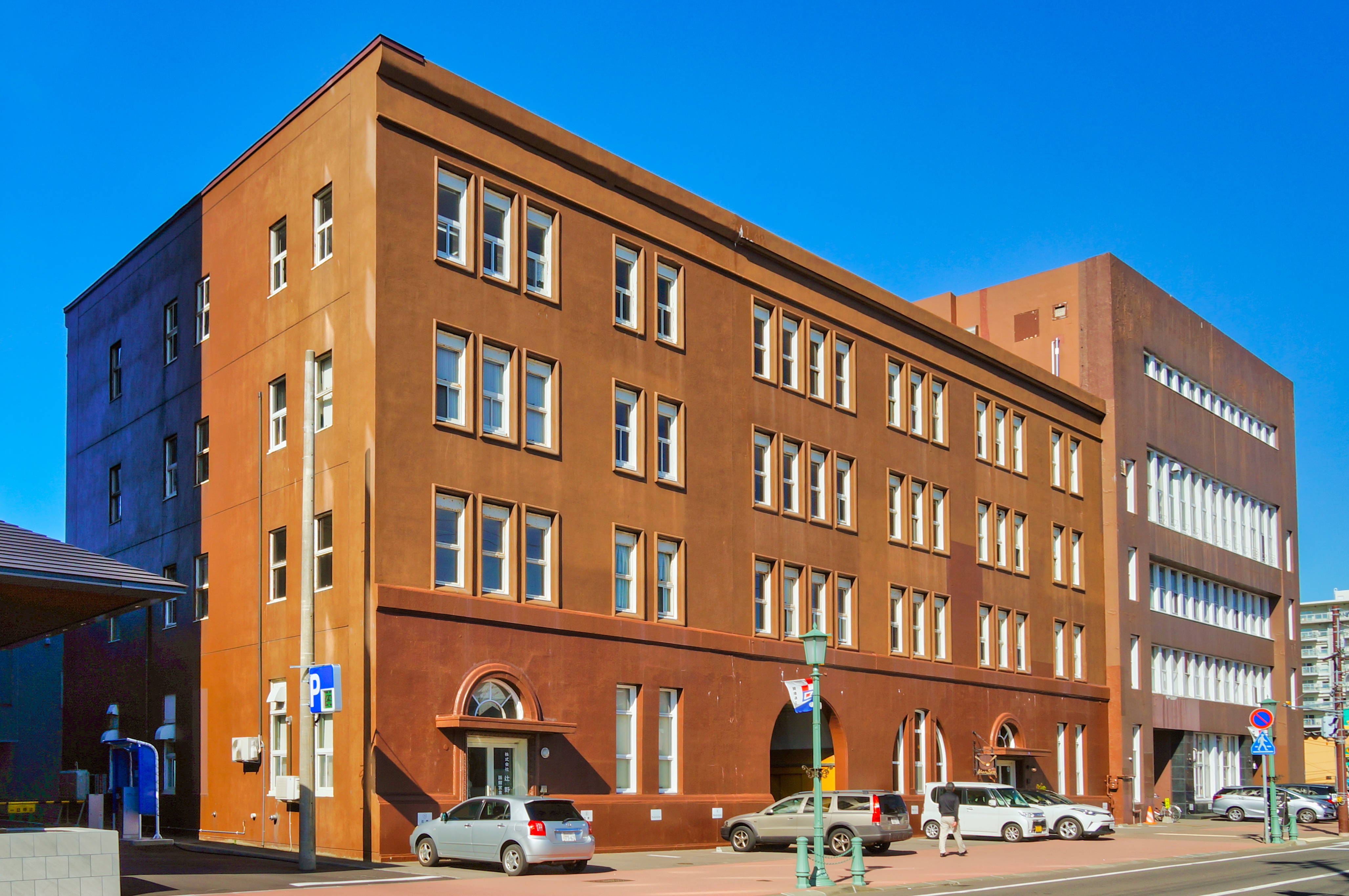
函館ニチロビルディング（日魯漁業函館支店）2号館・3号館

## 著書・論文等
- 「近代建築の理解における浜口氏の誤謬について」（『建築新聞』第二号、新日本建築家集団、1947年）
- 『工員寄宿舎』（乾元社、＜建築新書14＞、1945年）
- 『厚生と建築』 (1946年、乾元叢書)
- 『住いの建て方直し方』 (彰国社, 1951年）
- 『日本の劇場回顧』 (相模書房、1947年）
- 「日本におけるオペラバレエ劇場はいかにあるべきか(建築計画部門-2-)」 (昭和54年度日本建築学会秋季大会(関東――研究協議会、図師嘉彦 , 小谷喬之助　『建築雑誌』 94 (1154) 、p21-22、1979年8月号）
- 「劇場概論」（『演劇学論集』・日本演劇学会紀要17号、1977年）
- 『歌舞伎鑑賞入門』（共著、創元社、昭和34年初版発行）
- 『歌舞伎手帖』（共著、創元社、昭和26年初版発行）
- 「エス・エス・エ・エルにおける住宅問題展望」（『国際建築』1931年2月号 国際建築協会）
- 「ライオンビヤホールの改築」（『国際建築』1939年6月号 国際建築協会）
- 「政治に歪む建築――建築学」（『改造』Year of Publication 1953年7月号）
- 「II多目的ホール設計の問題点」(建築計画部門、<主集>45年度日本建築学会関東大会『建築雑誌』 86 (1033) 、p82-83、1971年2月号）
- 「ソ連建築初期の動向 (ソ連建築をどううけとめたか、変貌するソビエト建築)」（『建築雑誌』 84 (1008) 、p274、1969年4月号）
- 「建築以前の問題と建築技術的解明の問題 (国立国際会館応募作品展をみて)」『建築雑誌』 78 (931) 、p613、1963年10月号）
- 「建築行政座談会 浅田孝、伊藤憲太郎、加藤渉、小宮賢一、図師嘉彦、中井新一郎、早川文夫、前田勇、吉田安三郎、篠原 正也」（『建築雑誌』71 (837) 、p45-60、1956年8月号）
- 「建築家の活動と報酬」（『建築雑誌』 68 (795) 、p7-10、1953年2月号）
- 「建築運動 (1951年建築界展望) 」（『建築雑誌』 66 (781) 、p30-31、1951年12月号）
- 御祭用具廃物利用の一例　図師嘉彦/図師嘉彦・井上錦明「庭飾と注連」（『民俗芸術』2-1 昭和4年1月 192901 10）
- 台所の改造 占領期の女性雑誌シリーズ（『婦人』3巻3号、1949年3月号）
- 「見世物小屋に就いて」（『民俗芸術』2-3 昭和4年3月）